# Quintetto ideale della A1 Ethniki 2010-2020
Cestisti inseriti nell'Quintetto ideale della A1 Ethniki per il periodo 2010-2020.

## Elenco
| Grassetto | Vincitore dell'A1 Ethniki MVP |

| 2010-11 | Vasilīs Spanoulīs (5)       | Olympiakos     |               |
| 2010-11 | Dīmītrīs Diamantidīs (7)    | Panathīnaïkos  |               |
| 2010-11 | Rawle Marshall              | PAOK Salonicco |               |
| 2010-11 | Mike Batiste (4)            | Panathīnaïkos  |               |
| 2010-11 | Iōannīs Mpourousīs (3)      | Olympiakos     |               |
| 2011-12 | Vasilīs Spanoulīs (6)       | Olympiakos     |               |
| 2011-12 | Dīmītrīs Diamantidīs (8)    | Panathīnaïkos  |               |
| 2011-12 | Kōstas Papanikolaou         | Olympiakos     |               |
| 2011-12 | Giōrgos Printezīs           | Olympiakos     |               |
| 2011-12 | Mike Batiste (5)            | Panathīnaïkos  |               |
| 2012-13 | Dīmītrīs Diamantidīs (9)    | Panathīnaïkos  |               |
| 2012-13 | Vasilīs Spanoulīs (7)       | Olympiakos     |               |
| 2012-13 | Nikos Pappas                | Paniōnios      |               |
| 2012-13 | Kōstas Papanikolaou (2)     | Olympiakos     |               |
| 2012-13 | Vladimir Janković           | Paniōnios      |               |
| 2012-13 | Stéphane Lasme              | Panathīnaïkos  |               |
| 2013-14 | D.J. Cooper                 | PAOK Salonicco |               |
| 2013-14 | Dīmītrīs Diamantidīs (10)   | Panathīnaïkos  |               |
| 2013-14 | Jonas Mačiulis              | Panathīnaïkos  |               |
| 2013-14 | Giōrgos Printezīs (2)       | Olympiakos     |               |
| 2013-14 | Stéphane Lasme (2)          | Panathīnaïkos  |               |
| 2014-15 | Vasilīs Spanoulīs (8)       | Olympiakos     |               |
| 2014-15 | Kōstas Sloukas              | Olympiakos     |               |
| 2014-15 | Aleksandăr Vezenkov         | Aris Salonicco |               |
| 2014-15 | Giōrgos Printezīs (3)       | Olympiakos     |               |
| 2014-15 | Loukas Maurokefalidīs       | Panathīnaïkos  |               |
| 2015-16 | Dīmītrīs Diamantidīs (11)   | Panathīnaïkos  |               |
| 2015-16 | Vasilīs Spanoulīs (9)       | Olympiakos     |               |
| 2015-16 | Okaro White                 | Aris Salonicco |               |
| 2015-16 | Giōrgos Printezīs (4)       | Olympiakos     |               |
| 2015-16 | Loukas Maurokefalidīs (2)   | AEK Atene      |               |
| 2016-17 | Nick Calathes               | Panathīnaïkos  |               |
| 2016-17 | Vasilīs Spanoulīs (10)      | Olympiakos     |               |
| 2016-17 | Kōstas Papanikolaou (3)     | Olympiakos     |               |
| 2016-17 | Giōrgos Printezīs (5)       | Olympiakos     |               |
| 2016-17 | Chris Singleton             | Panathīnaïkos  |               |
| 2017-18 | Nick Calathes (2)           | Panathīnaïkos  |               |
| 2017-18 | Thaddus McFadden            | Kymi           |               |
| 2017-18 | McKenzie Moore              | Lavrio         |               |
| 2017-18 | Chris Singleton (2)         | Panathīnaïkos  |               |
| 2017-18 | Nikola Milutinov            | Olympiakos     |               |
| 2018-19 | Nick Calathes (3)           | Panathīnaïkos  |               |
| 2018-19 | Davion Berry                | Paniōnios      |               |
| 2018-19 | Iōannīs Papapetrou          | Panathīnaïkos  |               |
| 2018-19 | Panagiōtīs Vasilopoulos (2) | Peristeri      |               |
| 2018-19 | Nikola Milutinov (2)        | Olympiakos     |               |
| 2019-20 | non assegnato               | non assegnato  | non assegnato |